# Chaland (bateau)
Pour les articles homonymes, voir chaland.

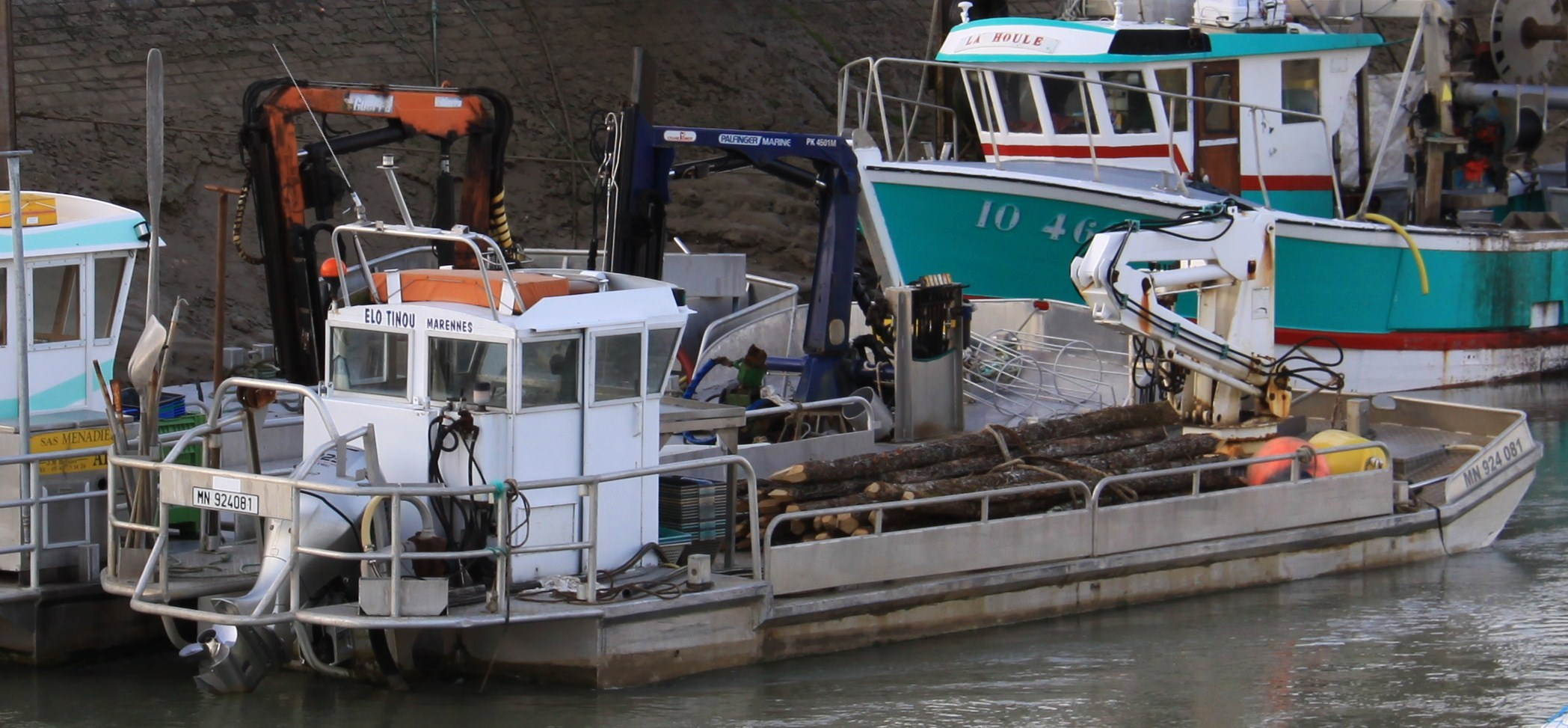
Chaland ostréicole

Le chaland est un type de grand bateau à fond plat, souvent non ponté, employé sur les rivières, les canaux et les rades et servant au transport de cargaisons, ainsi qu'au transbordement, à la manière d'une allège.

## Historique
À l'époque gallo-romaine, les chalands descendaient les fleuves grâce à une voile d'appoint et les remontaient grâce au halage humain et peut-être animal (d'où la présence d'un mât de halage renforcé par un banc d'étambrai), étant dirigés par une pelle de gouvernail (rame-gouvernail) placée dans l'axe de la poupe. Leurs levées d'extrémité permettaient de charger ou décharger frontalement les cargaisons. 

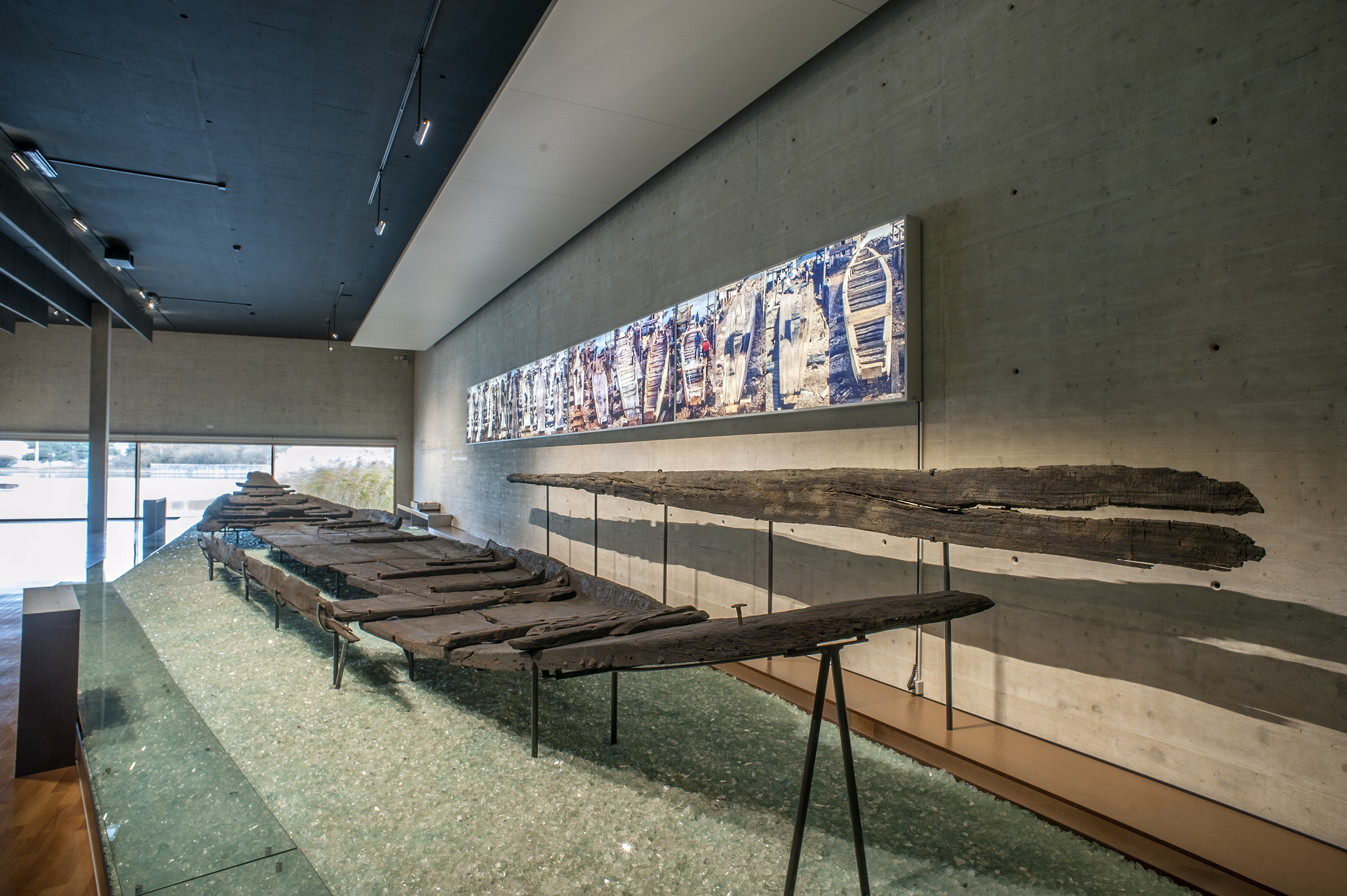
Moulage de l'épave du challant gallo-romain de Bevaix, conservé au Laténium
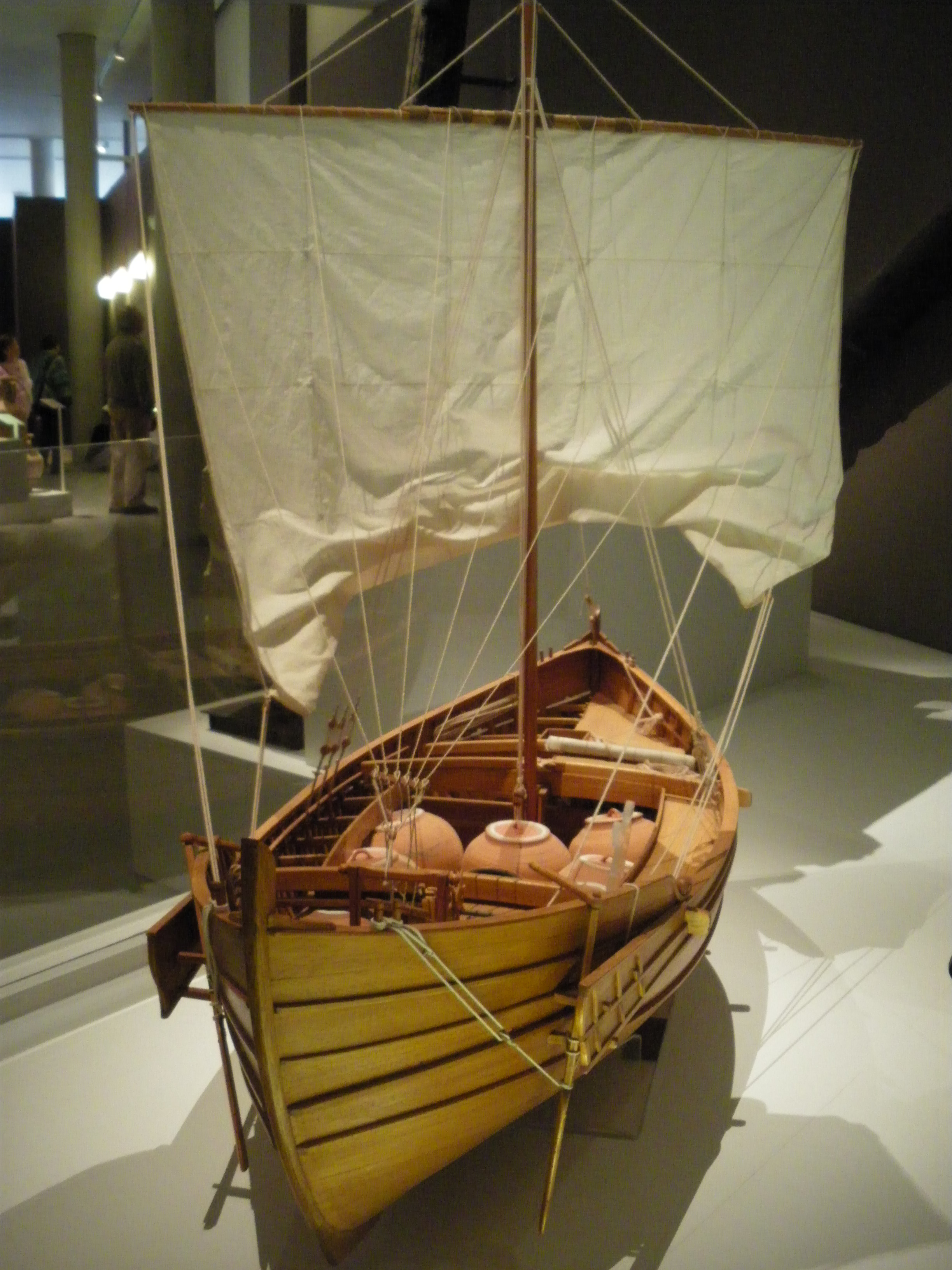
Maquette reconstituant un chaland romain.

## Types
On distingue, en rivière, plusieurs types de chalands. La plupart sont d'origine purement fluviale, comme le grand chaland de Loire qui peut atteindre 30 m de long et engendrera le chaland nantais, ou le chaland de Vire, plus petit, à la forme en amande caractéristique. D'autres sont des adaptations fluviales de types maritimes, comme le chaland de la Rance. Le plus petit est une simple barque : le chaland de Brière.

De nos jours est aussi appelé « chaland » un grand bateau automoteur de rivière : chaland de Seine, chaland rhénan, etc.

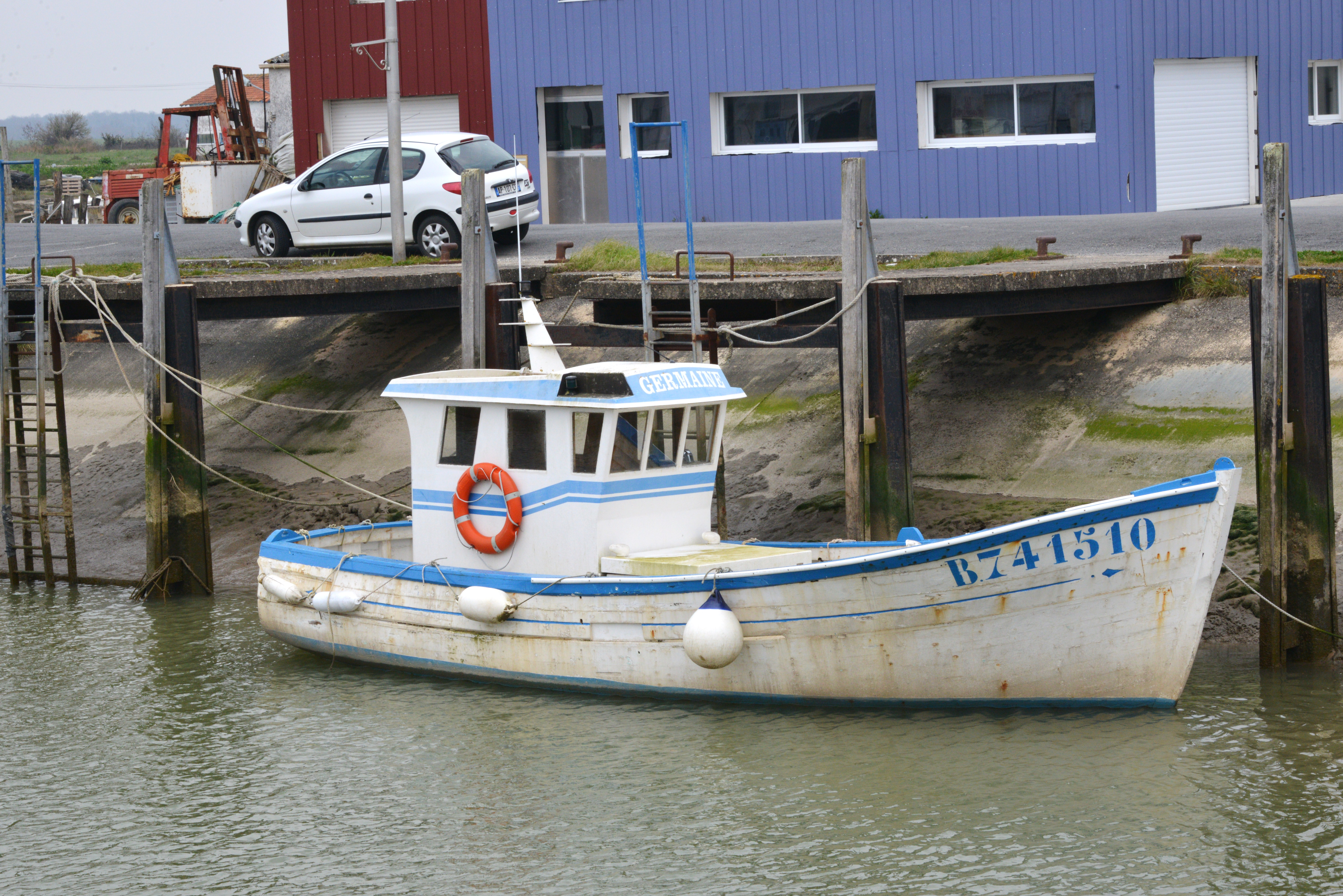
Chaland ostréicole.
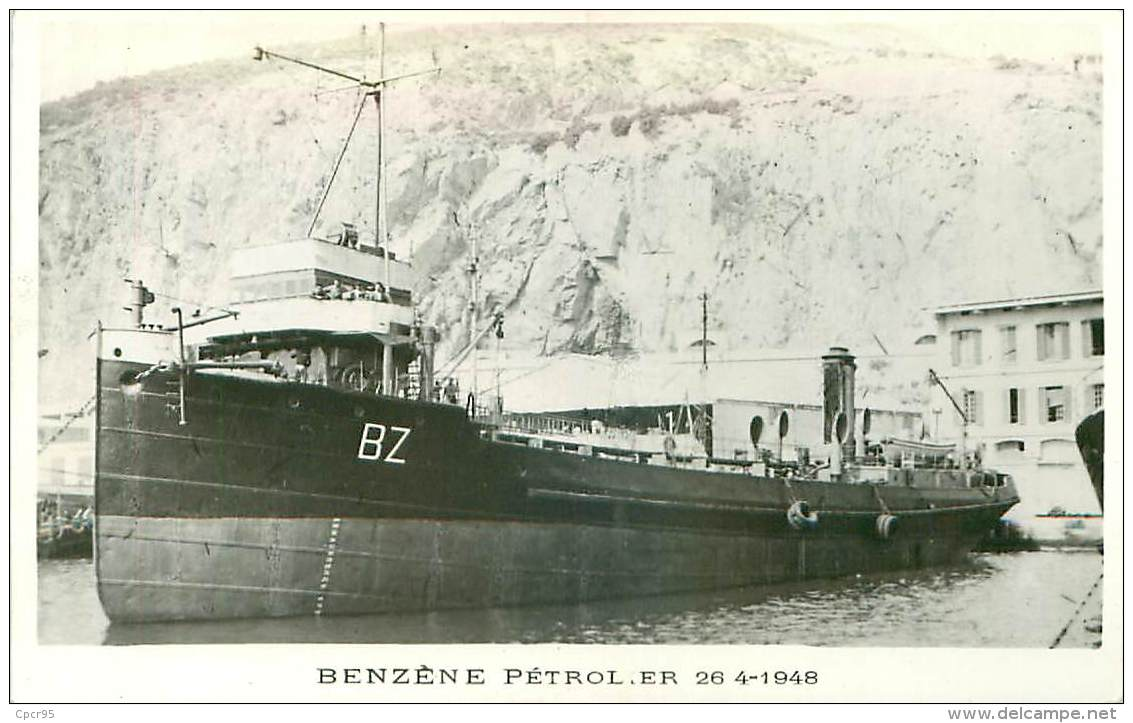
Chaland pétrolier
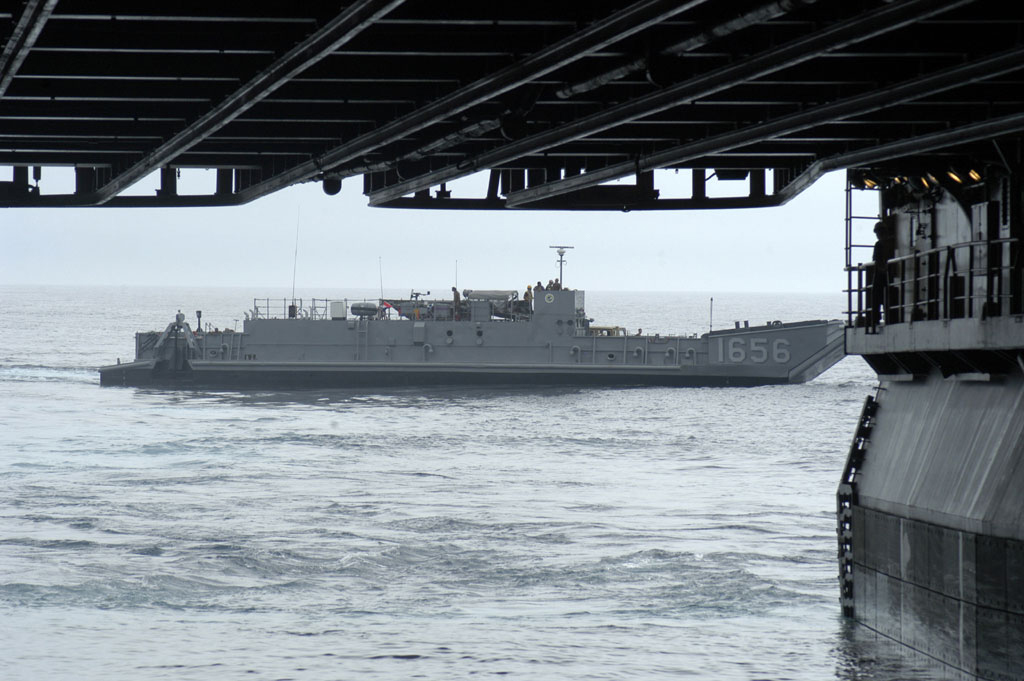
Le LCU est un chaland de débarquement militaire employé lors du Jour J. Ici en opérations pour gérer les conséquences de l'ouragan Katrina sur la Nouvelle-Orléans.